# Malpighia oxycocca
Malpighia oxycocca är en tvåhjärtbladig växtart som beskrevs av August Heinrich Rudolf Grisebach. Malpighia oxycocca ingår i släktet Malpighia och familjen Malpighiaceae. Inga underarter finns listade i Catalogue of Life.